# Lacrime e buio
Lacrime e buio è un singolo della cantante italiana Iva Zanicchi, pubblicato il 3 novembre 2021.

## Descrizione
Lacrime e Buio è l’adattamento italiano del brano Love is a lie della cantautrice blues statunitense Beth Hart. Il testo italiano porta la firma di Daniele Ronda, che ha curato anche la produzione insieme a Sandro Allario.

## Tracce
Testi di Beth Hart e Daniele Ronda, musiche di Beth Hart.
1. Lacrime e buio – 3:14

## Formazione
- Iva Zanicchi – voce
- Sandro Allario – produzione, pianoforte, organo Hammond
- Daniele Ronda – produzione, basso
- Manuel Boni – chitarre
- Stefano Petrini – batteria